# كيفن هارت: ماذا الآن؟
كيفن هارت: ماذا الآن؟ (بالإنجليزية: Kevin Hart: What Now?)‏ هو فيلم ستاند أب كوميدي أمريكي تم إنتاجه في سنة 2016 وهو من بطولة الستاند أب الكوميدي الأمريكي الشهير كيفن هارت والتي يمثل بها دور جاسوس بطريقة كوميدية بالمشاركة مع الممثلة هالي بيري التي تمثل دور موني بيري و دون شيدل وإد هيلمز وبيتر مينساه و جوي ويلس.

## البطولة
- كيفن هارت بدور العميل 0054
- هالي بيري بدور موني بيري
- دون شيدل بدور عميل إف بي آي
- ديفيد مونير بدور فكتور
- إد هيلمز بدور عامل البار
- بيتر مينساه بدور الدكتاتور الأفريقي

## روابط خارجية
- كيفن هارت: ماذا الآن؟ على موقع IMDb (الإنجليزية)
- كيفن هارت: ماذا الآن؟ على موقع ميتاكريتيك (الإنجليزية)
- كيفن هارت: ماذا الآن؟ على موقع روتن توميتوز (الإنجليزية)
- كيفن هارت: ماذا الآن؟ على موقع نتفليكس (الإنجليزية)
- كيفن هارت: ماذا الآن؟ على موقع قاعدة بيانات الأفلام العربية
- كيفن هارت: ماذا الآن؟ على موقع ألو سيني (الفرنسية)
- كيفن هارت: ماذا الآن؟ على موقع Turner Classic Movies (الإنجليزية)
- كيفن هارت: ماذا الآن؟ على موقع أول موفي (الإنجليزية)
- كيفن هارت: ماذا الآن؟ على موقع بوكس أوفيس موجو (الإنجليزية)
- كيفن هارت: ماذا الآن؟ على موقع فيلمافينيتي (الإسبانية)